# برترام يوجين ارين
برترام يوجين ارين (بالإنجليزية: Bertram Eugene Warren)‏ هو عالم معادن ‏ أمريكي، ولد في 28 يونيو 1902، وتوفي في 27 يونيو 1991.

## وصلات خارجية
- برترام يوجين ارين على موقع الموسوعة البريطانية (الإنجليزية)